# Bracisepalum
Bracisepalum é um género botânico pertencente à família das orquídeas (Orchidaceae).

## Lista de espécies
- Bracisepalum densiflorum de Vogel  (1983)
- Bracisepalum selebicum J.J.Sm.